# تلمبة أميدوار
تلمبة أميدوار (بالإنجليزية: Tolombeh-ye Amidvar)‏ هي منطقة سكنية تقع في فارس في إيران. يقدر عدد سكانها بـ 16 نسمة .